# Hyršov
Hyršov è una località della Repubblica Ceca nel territorio del comune mercato di Všeruby; fa parte del distretto di Domažlice, nella regione di Plzeň.